# Christoph Anton Stoffel
Baron Christoph Anton Jakob von Stoffel (* 19. Juli 1780 in Madrid; † 4. Juli 1842 in Paris) war ein Schweizer Offizier (Oberst) und Söldner in französischen Diensten.

## Leben
Christoph Anton Stoffel stammte aus einer Thurgauer Familie. Er ist der Onkel von Eugène Georges von Stoffel und wurde 1831 erster Kommandant der französischen Fremdenlegion. Als solcher kommandierte er die militärischen Operationen aller fünf französischen Bataillone, die zur kolonialen Inbesitznahme Algeriens durch Frankreich führten.